# Kortordbildning
Kortordbildning är en typ av neologism där ett kortare ord skapas genom att ett längre ord stympas eller genom att ordelement från två eller flera ord fogas samman. Det längre ordet eller de ursprungliga orden kallas källord och det bildade kortare ordet kallas kortord.
I modern svenska förekommer fyra olika former av kortordbildning, nämligen stympade ord, initialord, akronymer och teleskopord. Initialord uttalas bokstav för bokstav, medan akronymer uttalas med bokstävernas ljudvärden, det vill säga på samma sätt som vanliga ord. Detta sätt att skilja mellan initialord och akronymer är vedertaget bland språkvetare världen över, men Språkrådet har hittills valt att inte separera dessa kortordformer.
Teleskopord är ord som bildas genom att två eller flera ord sätts samman till ett nytt ord efter att respektive ord stympats initialt eller finalt. Det vanligaste är att ett finalt stympat ord och ett initialt stympat ord sätts samman till ett nytt ord, men det förekommer även att ett teleskopord bildats av två initialt stympade ord eller av två finalt stympade ord.

## Exempel
| Typ av stympning  | Källord       | Kortord  |
| ----------------- | ------------- | -------- |
| Initial reduktion | liljekonvalje | konvalje |
| Medial reduktion  | blondorange   | blorange |
| Final reduktion   | vulkanisera   | vulka    |

| Källord 1    | Källord 2   | Källord 3     | Källord 4     | Kortord |
| ------------ | ----------- | ------------- | ------------- | ------- |
| global       | positioning | system        |               | gps     |
| homosexuella | bisexuella  | transpersoner | queerpersoner | HBTQ    |
| Forskning    | och         | Utveckling    |               | FoU     |

| Typ av akronym                     | Källord 1  | Källord 2             | Källord 3 | Kortord |
| ---------------------------------- | ---------- | --------------------- | --------- | ------- |
| Endast begynnelsebokstäver (typ 1) | kamratstöd | i                     | skolan    | kis     |
| Även andra bokstäver (typ 2)       | praktisk   | arbetslivsorientering |           | prao    |
| Importord (typ 1)                  | video      | assistant             | referee   | VAR     |
| Importord (typ 2)                  | Geheime    | Staatspolizei         |           | Gestapo |

| Typ av stympning    | Källord 1  | Källord 2  | Kortord     |
| ------------------- | ---------- | ---------- | ----------- |
| finalt + initialt   | stagnation | inflation  | stagflation |
| initialt + initialt | autogyro   | helikopter | gyrokopter  |
| finalt+ finalt      | agitation  | propaganda | agitprop    |

| Typ av teleskopord | Källord 1  | Källord 2 | Kortord     |
| ------------------ | ---------- | --------- | ----------- |
| Utan överlappning  | stagnation | inflation | stagflation |
| Med överlappning   | global     | lokal     | glokal      |